# Malur
Malur là một thị xã của quận Kolar thuộc bang Karnataka, Ấn Độ.

## Địa lý
Malur có vị trí 13°05′B 77°56′Đ / 13,08°B 77,94°Đ Nó có độ cao trung bình là 910 mét (2985 feet).

## Nhân khẩu
Theo điều tra dân số năm 2001 của Ấn Độ, Malur có dân số 27.791 người. Phái nam chiếm 51% tổng số dân và phái nữ chiếm 49%. Malur có tỷ lệ 67% biết đọc biết viết, cao hơn tỷ lệ trung bình toàn quốc là 59,5%: tỷ lệ cho phái nam là 73%, và tỷ lệ cho phái nữ là 61%. Tại Malur, 13% dân số nhỏ hơn 6 tuổi.